# Korozluky
Korozluky (en allemand : Kolosoruk) est une commune du district de Most, dans la région d'Ústí nad Labem, en République tchèque. Sa population s'élevait à 222 habitants en 2021.

## Géographie
Korozluky se trouve à 7 km au sud-ouest du centre de Most, à 31 km au sud-ouest d'Ústí nad Labem et à 68 km au nord-ouest de Prague.
La commune est limitée par Obrnice et Patokryje au nord, par Lužice à l'est, par Skršín au sud-est, par Bečov au sud, et par Most à l'ouest.

## Histoire
La première mention écrite du village date de 1325.

## Administration
La commune se compose de deux quartiers :
- Korozluky
- Sedlec

## Transports
Par la route, Korozluky se trouve à 8 km de Most, à 41 km d'Ústí nad Labem et à 105 km de Prague.